# Glossobalanus hedleyi
Glossobalanus hedleyi — вид напівхордових родини Ptychoderidae класу Кишководишні (Enteropneusta).

## Поширення
Вид зустрічається у центральній та південній частині  Великого Бар'єрного рифу у районі Вануату.